# 南部潜り
南部潜り（なんぶもぐり）は岩手県九戸郡洋野町の潜水士および同地に伝わる潜水技術の通称である。南部潜水夫や種市潜りとも呼ばれる。

## 概要
ヘルメット潜水を主とした潜水技術であり、埋立や浚渫等の潜水作業やホヤなどの漁を行っている。

## 歴史

### 南部潜りのはじまり
南部潜りの生みの親と呼ばれる磯崎定吉は1872年（明治5年）12月13日、種市村小橋（現在の洋野町種市）に生まれた。磯崎家は江戸時代までは村屈指の旧家であったが、父源太郎の代の頃に家運が傾いたうえ、定吉の幼少期に両親が死去した。そのため定吉は生活のために農業の傍ら素潜りでアワビやウニなどを採り、北海道への出稼ぎ労働をしていた。当時の種市では、江戸時代に藩によって保護されていた製塩や製鉄が明治になって廃れたことで産業が壊滅し、農業に適さない気候もあってほとんどの男性は北海道のニシン番屋をはじめとする出稼ぎへ出ていた。
1898年（明治31年）6月25日、函館から横浜に向かっていた日本郵船所有の貨客船「名護屋丸」（2,835.49トン）が午後8時ごろ、種市村平内沖を航行中に暗礁に接触、乗客乗員はボートで避難し無事であったものの、貨物はおろか乗客の手荷物を回収することすらできないまま、同船は沈没した。沈没したまま売却された名護屋丸を解体すべく、事故翌年の1899年（明治32年）春、三村小太郎ら4人の房州もぐりが種市にやってきた。彼らは荷物や錨、機器類などを引き上げていったが、エンジンシャフトを引き上げる際に誤って海底に落とし、見つけ出すことができなくなってしまった。彼らに相談された村人は種市で一番素潜りが上手い人物であるとして定吉を紹介した。定吉は落ちた時の状況を聞き取りと山立ての技術を用いてシャフトの位置を割り出した。その場所に潜水夫が潜ったところ、その場所にシャフトが落ちていた。三村小太郎は定吉の才能を見込み、自身の弟子となって潜水夫になることを勧めた。しかし一家を養っていかなければならない立場にあった定吉はそれを断った。その後のある日、人数が必要な作業を行う日に体調を崩した三村は定吉に自分の代役をすることを依頼した。その仕事ぶりを見た三村は定吉を名護屋丸の引き揚げ期間だけ弟子とした。三村の弟子となった定吉は最低でも2年ほどかかる潜水技術を2 - 3か月で習得した。そして、綱夫を後に妻となるミキの父、磯崎勘助に頼んでいる。
南部もぐりの名を全国に広げるきっかけとなったのは十和田神社の賽銭引き揚げである。明治時代には十和田湖信仰は衰退しており、神主は再興のために十和田湖の湖底に多く沈んだ賽銭を引き上げることを画策した。定吉と勘助は14日間の精進潔斎をしたのち、賽銭の引き上げを行い、大量の賽銭を引き上げることに成功した。船の少ない当時は沈没船も少なく、沈没船の解体を年中行うことは不可能であったため潜水してホヤやナマコ、アワビなどをとる潜水漁業を開始した。
定吉は房州流と同様の師弟制度をもって数百名の弟子を育て、1922年（大正11年）11月29日に50歳で死去した。

### 南部潜りの組織化
当時、個々に仕事を請け負っていた南部潜りは危険な仕事であるにもかかわらず不当な低賃金であった。その問題を解決するため昭和初期に南部海事労働組合が設立された。また、師弟制度をもって継承されていた潜水技術は科学、理論的な面での知見に乏しく、潜水病になって命を落とすものや、潜水の仕事を続けられなくなるものも出ていた。そのため太平洋戦争後に潜水士の養成施設が関係者から望まれるようになった。県へ出した要望は予算難を理由に却下されたため、関係者は1952年（昭和27年）8月1日に潜水士の養成を目的とした南部潜水協会を設立した。しかし協会設立後に再び県に掛け合ったところ設置が認められ、同年12月1日、岩手県立久慈高等学校種市分校潜水科が設置される。種市分校は1970年（昭和45年）に岩手県立種市高等学校として独立し、現在も海洋開発科で潜水技術を教えている。
長らく潜水士は法整備がなされていなかったため、種市町を中心として潜水士の社会的地位の向上のための政治運動が広がった。1961年（昭和36年）3月22日に潜水士は資格化された。

### 観光資源としての南部潜り
2013年（平成25年）の連続テレビ小説「あまちゃん」の作中で主人公の恋人が南部潜りを目指していたことで北限の海女と共に知名度が上昇した。久慈市にあるもぐらんぴあ水族館では南部潜りと北限の海女の潜水実演が行われている。